# Football Club Etzella Ettelbruck
FC Etzella Ettelbruck é uma equipe luxemburguesa de futebol com sede em Ettelbruck. Disputa a primeira divisão de Luxemburgo (Campeonato Luxemburguês de Futebol).
Seus jogos são mandados no Stade Am Deich, que possui capacidade para 2.020 espectadores.

## História
O FC Etzella Ettelbruck foi fundado em 21 de Maio de 1917.